# Process art
Process art (Engels: process art) of processuele kunst is een vorm van contemporaine avant-garde conceptuele kunst, ontwikkeld in de jaren 1960, gebaseerd op de ideeën van de minimal art en performance art. Proceskunstwerken zijn bedoeld om de kunstenaar en de toeschouwer bewust te maken van tijd en ruimte, om achtergronden in het kunstwerk te betrekken terwijl het tot stand komt, en om ontwikkelingen concreet in gang te zetten en te sturen en bewust waarneembaar te maken.
De ontwikkeling van het kunstwerk is gedeeltelijk in de presentatie opgenomen. Het medium bij uitstek voor de uitvoering van deze ideeën was videotechnologie. Bij de processuele kunst ligt de nadruk niet op het resultaat, maar op de handeling, de actionpainting, of het proces van het maken van een foto of object, vastgelegd op foto-, film- of videomateriaal. In ruimere zin is het kunstwerk onderhevig aan een natuurlijk proces van verandering door de invloeden van alledag bijvoorbeeld door de waarnemer, erosie, geologie, het getijde, het tijdstip van de dag waarop het wordt bekeken, enz. Process art staat dicht bij arte povera.
Internationaal worden onder meer Joseph Beuys, Barry Le Va, Robert Morris, Bruce Nauman, Michelangelo Pistoletto, Richard Serra en Jiro Takamatsu tot de process art gerekend.

## Weblinks
- Process Art in de Art and Architecture Thesaurus